# Šeksna
La Šeksna (in russo  Шексна?) è un fiume della Russia europea centrale (oblast' di Vologda), affluente di sinistra del Volga.
Nasce dal lago Bianco, nella parte occidentale dell'oblast' di Vologda, e scorre con direzione meridionale in una zona debolmente rilevata, formando spesso bacini lacustri di origine artificiale; all'altezza della cittadina omonima assume direzione occidentale fino alla foce, nel bacino di Rybinsk, formato dal Volga. Oltre alla cittadina omonima, un altro centro di notevole rilievo toccato dal fiume (in prossimità della foce) è Čerepovec.
La Šeksna è collegata, tramite un canale navigabile (canale della Dvina Settentrionale), al corso del fiume Suchona, ramo sorgentifero della Dvina Settentrionale, realizzando così un collegamento fra i bacini di due fra i principali fiumi della Russia europea.
Come tutti gli altri fiumi della zona, la Šeksna è gelata per periodi piuttosto lunghi che vanno, in media, da novembre ad aprile-inizio maggio.